# Europski pravac E61
Europski pravac E61 (ukratko: E61) je europski pravac koji vodi od Villacha u Austriji, preko Kranja, Ljubljane, Postojne i Trsta prema Rijeci.

## Tijek
- Austrija
  -  Villach - Rosenbach - Tunel Karavanke

- Slovenija
  -  Tunel Karavanke - Jesenice - Ljubljana
  -  (Obilaznica Ljubljane )
  -  Ljubljana - Postojna - Divača
  -  Divača - Sežana

- Italija
  -  Fernetti - Villa Opicina - Trst
  -  Trst - Basovizza - Pesek di Grozzana

- Slovenija
  -  Krvavi Potok - Kozina - Starod

- Hrvatska
  -  Pasjak - Rupa
  -  Rupa - Matulji - Rijeka ()